# Centralne Biuro Antykorupcyjne
Il Centralne Biuro Antykorupcyjne (CBA) (in italiano: Ufficio Centrale Anticorruzione) è uno dei servizi segreti della Polonia.

## WWW
- http://www.cba.gov.pl